# Heterovalgus popei
Heterovalgus popei är en skalbaggsart som beskrevs av Jan Krikken 1978. Heterovalgus popei ingår i släktet Heterovalgus och familjen Cetoniidae. Inga underarter finns listade i Catalogue of Life.